# Shao Jiayi
Dans ce nom chinois, le nom de famille, Shao, précède le nom personnel.
Shao Jiayi, né le 10 avril 1980 à Pékin (Chine), est un footballeur chinois.

## Palmarès

### En club
Vierge

### En sélection
- Finaliste de la Coupe d'Asie des nations 2004.